# Sadová (okres Hradec Králové)
Obec Sadová (německy Sadowa) se nachází v okrese Hradec Králové v Královéhradeckém kraji. Žije zde 316 obyvatel.

## Historie
První písemná zmínka o vesnici pochází z roku 1086, kdy patřila benediktskému klášteru svatého Jiří na Pražském hradě. V obci stál nejpozději od roku 1728 zámek, stavěný pravděpodobně podle projektu Jana Blažeje Santiniho pro Arnošta Antonína Schaffgottsche. Zámek v roce 1844 vyhořel a jeho zbytky byly zcela odstraněny. Před zámkem se rozkládal čestný dvůr s budovami podivuhodných půdorysů, zčásti zaniklými již před rokem 1840. Za zámkem k jihu se rozkládal park, ze kterého vycházelo několik alejí. Dne 3. července 1866 odtud vyrážela pruská vojska k rozhodující bitvě prusko-rakouské války (bojiště sahá od Sadové až po Rozběřice). Ve východní části obce se nachází větší počet pomníků padlých.

## Přírodní poměry
Vesnice stojí ve Východolabské tabuli. Východním okrajem jejího katastrálního území protéká řeka Bystřice, jejíž tok zde je součástí přírodní památky Bystřice.